# Kristiánov (Liberec)

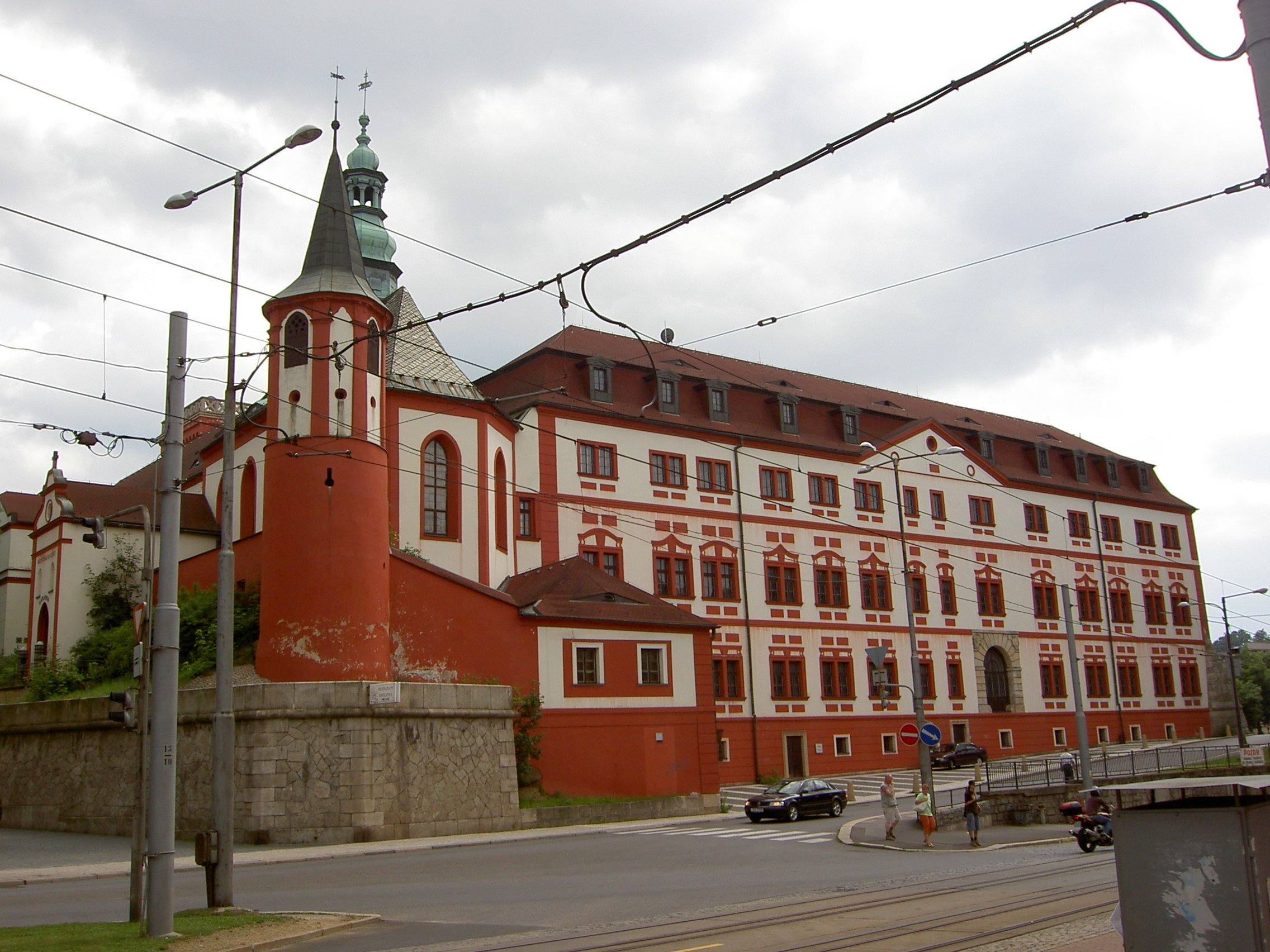
Schloss Liberec

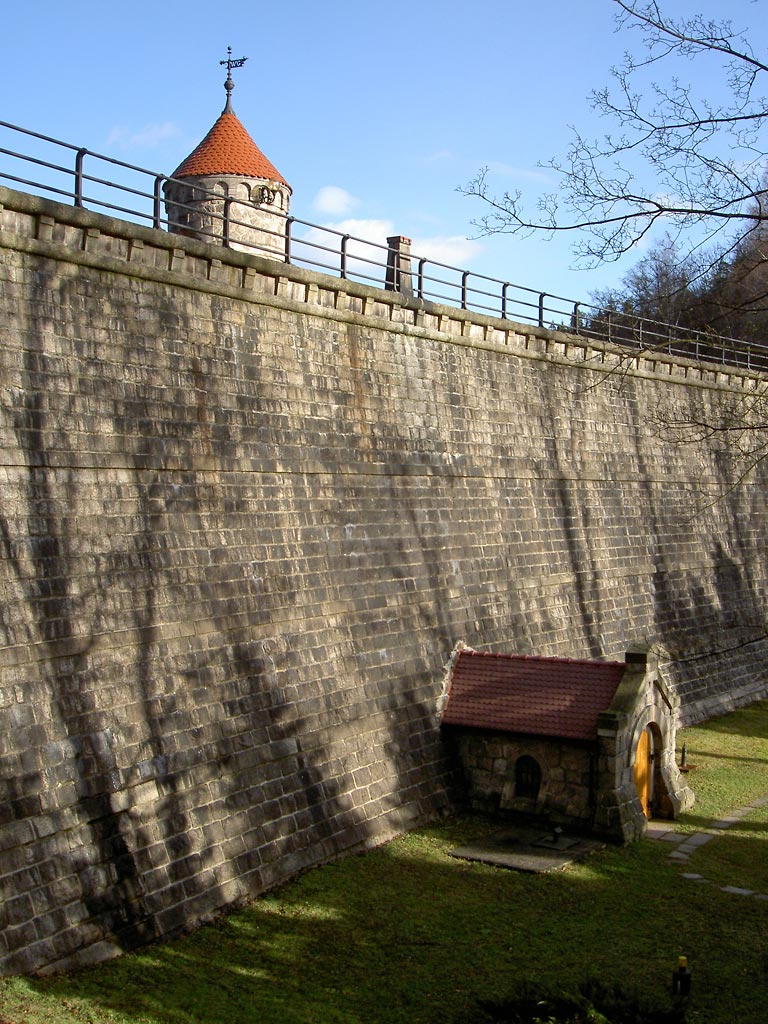
Talsperre Harcov

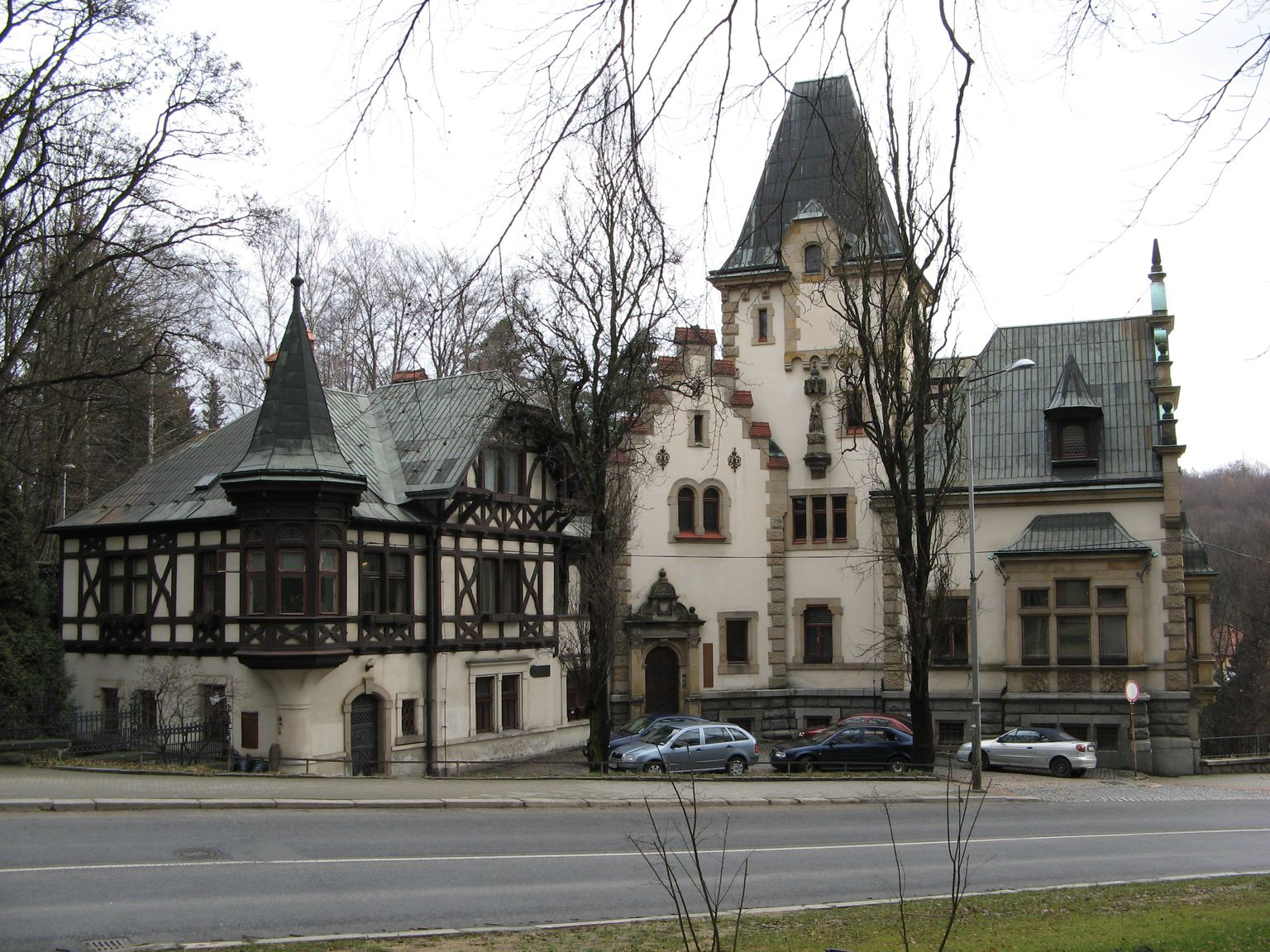
Liebiegschlößchen

Kristiánov (deutsch Christianstadt) ist ein Stadtteil von Liberec in Tschechien. Er liegt anderthalb Kilometer östlich des Stadtzentrums von Liberec und gehört zum Okres Liberec.

## Geographie
Kristiánov befindet sich am Fuße des Isergebirges im Tal des Baches Harcovský potok (Harzdorfer Bach). Nordöstlich erhebt sich die Výšina (Heinrichshöhe, 547 m) mit dem Aussichtsturm Liberecká výšina (Liebiegwarte), im Osten der Jílový vrch (634 m) und der Klášterní vrch (Klosterberg). In Kristiánov liegt die Talsperre Harcov.
Angrenzende Stadtteile sind Staré Město im Norden, Starý Harcov im Osten, Vratislavice nad Nisou und Rochlice im Süden sowie Perštýn im Westen.

## Geschichte
Das Wachstum der Stadt Reichenberg als Zentrum der nordböhmischen Tuchweberei veranlasste den Besitzer der Allodialherrschaft Reichenberg, Christian Philipp von Clam-Gallas zur Gründung der Vorstädte Philippstadt (Filipovo město) und Christianstadt. Die Christianstadt wurde 1787 auf emphyteutisch herrschaftlichem Grund nach Plänen des Clam-Gallas'schen Hausarchitekten Anton Otta als klassizistische Gartenstadt an der von Prag zum Schloss Reichenberg führenden Straße angelegt. Zwischen  1788 und 1796 entstanden zu beiden Seiten in Form eines langgezogenen Platzes (ul. ulice 8. Března) jeweils sechs einzeln stehende Häuser. 1795 wurde mit dem Lindenplatz (nám. Českých bratří) ein zweiter Platz mit dem von Linden umpflanzten Gloriette-Brunnen angelegt, der bis zum Jahre 1800 eine regelmäßige quadratische Umbauung erhalten sollte. Wegen des abschüssigen Terrains wurde dieser zweite Teil der Gartenstadt nur zu einem geringen Teil realisiert. Lediglich an der Westseite wurde zwischen 1795 und 1796 ein Gebäudetrakt errichtet. 1806 errichtete Christian Christoph Clam-Gallas im Josephinenthal eine Rotgarnfärberei, die zwei Jahre später in den Besitz des Prager Bankhauses Ballabene & Co überging. Am 28. März 1828 kauften die Brüder Johann und Franz Liebieg die Baumwoll- und Streichgarnspinnerei Ballabene & Co für 18.500 Gulden und gründeten damit das prosperierende Unternehmen Gebrüder Liebieg.
Im Jahre 1832 bestand die Christianstadt aus 89 Häusern mit 750 deutschsprachigen Einwohnern. In der Vorstadt lagen das alte und das neue herrschaftliche Schloss, das herrschaftliche Bräuhaus und ein herrschaftlicher Meierhof. Christianstadt war der Sitz des Oberamtes und der Ämter der Herrschaft Reichenberg. In der Christianstadt gab es drei Bäcker, zwei Bierschänker, zwei Gastwirte, zwei Tischler, einen Glaser, einen Maurermeister, drei Schneider, zwei Schuhmacher, einen Schlosser, einen Fleischhauer, drei Gemischtwarenhandlungen, den Gasthof Zum Goldenen Löwen, zwei Leinweber, 30 Tuchmacher mit 56 Gesellen, die Baumwollweberei Joseph Herzig mit 576 Beschäftigten, zu der auch die Baumwoll-Garnfärberei in Grünwald gehörte, die Merino- und Wollzeugfabrik der Gebrüder Liebieg, die Baum- und Schafwollenzeugfabrik Heinrich Hennig sowie die beiden Schafwollespinnereien von Joseph Moritz Horn und Anton Ludwik. Zur Gemeinde Christianstadt gehörte auch der aus zehn Häusern, darunter eine Branntweinbrennerei und eine Schönfärberei, bestehende Ort Josephinenthal. Pfarrort war Reichenberg. Bis zur Mitte des 19. Jahrhunderts unterstand die Christianstadt direkt dem herrschaftlichen Oberamt Reichenberg, sie war die größte der Reichenberger Vorstädte.
Nach der Aufhebung der Patrimonialherrschaften bildete Christiansstadt/Kristiánovo město ab 1850 einen Stadtbezirk der Statutarstadt Reichenberg im Bunzlauer Kreis und Gerichtsbezirk Reichenberg. In den Jahren 1864–1868 wurde anstelle des Gloriette-Brunnens auf dem Lindenplatz nach Plänen des Reichenberger Baumeisters Gustav Sachers die neoromanische evangelische Kirche errichtet, inspiriert wurde er dabei von der Ludwigskirche in München. Zu Ehren von Franz Liebieg wurde der Lindenplatz in Franz-Liebieg-Platz umbenannt. Zwischen 1902 und 1904 entstand am Harzdorfer Bach die Harzdorfer Talsperre. Nach dem Münchner Abkommen erfolgte 1938 die Angliederung an das Deutsche Reich; bis 1945 gehörte die Christianstadt zum Stadtkreis Reichenberg. Nach dem Ende des Zweiten Weltkrieges kam Kristiánov zur Tschechoslowakei zurück. Die Evangelische Kirche verfiel und brannte später aus. In den Jahren 1970–71 engagierte sich der Liberecer Architekt Svatopluk Technik für die Kirchenruine und entwarf einen Plan zum Wiederaufbau als Konzerthalle, der jedoch nicht umgesetzt wurde. 1976 wurde die Ruine der evangelischen Kirche abgerissen.
1991 hatte Liberec V-Kristiánov 5106 Einwohner. Im Jahre 2001 bestand der Stadtteil aus 399 Wohnhäusern, in denen 5507 Menschen lebten. Insgesamt besteht Kristiánov aus 508 Häusern.

## Ortsgliederung
Kristiánov ist Teil des Katastralbezirkes Liberec. Zum Stadtteil Liberec V-Kristiánov gehören die Grundsiedlungseinheiten Králův háj sowie anteilig Husova, Králův háj, Kristiánov, Liberec-střed, Nemocnice und Perštýn. Die Grundsiedlungseinheit Kristiánov ist auf die Stadtteile Kristiánov, Staré Město und Perštýn aufgeteilt.

## Sehenswürdigkeiten
- Schloss Liberec
- Talsperre Harcov
- Klassizistische Gartenstadt
- Liebiegschlößchen (Liebiegův zámeček), erbaut 1897–1904 für Theodor von Liebieg, es befindet sich heute im Stadtbesitz